# Conochilus natans
Conochilus natans is een raderdiertjessoort uit de familie Conochilidae. De wetenschappelijke naam van deze soort is voor het eerst geldig gepubliceerd in 1900 door Seligo.